# Epidesma capyscoides
Epidesma capyscoides là một loài bướm đêm thuộc phân họ Arctiinae, họ Erebidae.